# Методи за проверка на ефективността на рекламата
1. Субективен метод за ефективността на рекламата — използват се заключенията на специалисти – маркетолози, както и разговори с тествани вече лица.
2. Рекламенно-аналитични методи — при този метод се използват продължителни допитвания и изследване на мнението на определена целева група.
3. Психотехнически методи — използват се пробни изпитателни тестове във взаимодействие с оценъчни и измерителни скали.
4. Статистическо измерване на въздействието на рекламата – използват се точни статистически данни от проведените проучвания.